# Neil Martín Pérez Campos
Neil Martín Pérez Campos (Uruachi, Chihuahua; 26 de marzo de 1969); Es un político, abogado y empresario miembro del Partido Revolucionario Institucional.

## Biografía
Su padres, Abelardo Pérez Campos y Margarita Campos Maldonado, el primero contador, abogado y empresario, fue diputado local, diputado federal y Presidente del Comité Directivo Estatal del PRI y su madre maestra normalista y diputada local.
Casado con Eva Perla Borunda Álvarez y padre de nueve hijos: Ana Paulina, Abelardo, Alejandro, Neil, Francisco Esau, Fátima Lizette, Eva Eloísa, David y Diego.
Cursó la carrera de Licenciatura en Derecho en la Universidad Autónoma de Chihuahua.
Fue líder estudiantil, militante del Partido Revolucionario Institucional desde 1988, abogado postulante desde 1991 hasta el mes de octubre del 2004, que se incorporó a la administración pública como Director en la Secretaría de Desarrollo Municipal del Gobierno del Estado de Chihuahua, en el sexenio encabezado por el Gobernador José Reyes Baeza Terrazas, periodo durante el cual fue también diputado suplente a la LXII legislatura del H. Congreso del Estado y Secretario de Servicios Parlamentarios del 2007 al 2010. 
En el año 2010 es designado Gerente General del Consejo de Urbanización Municipal (CUM) por el Alcalde Marco Adán Quezada Martínez, en la capital del Estado de Chihuahua, cargo que ocupa hasta junio del 2012, fecha en que asume la Dirección de Servicios Públicos Municipales del mismo Ayuntamiento.
A partir de octubre del 2013 dedicado a la conducción del Grupo Pinos Altos, que es un corporativo que agrupa diversas empresas familiares con operaciones en los municipios de Moris, Ocampo, Uruachi, Maguarichi, Guerrero, Ignacio Zaragoza, Chihuahua y Juárez.
En febrero del 2018 es postulado por el Partido Revolucionario Institucional como candidato a diputado federal por VII distrito con cabecera en Cuauhtémoc, Chihuahua.